# Трудолюбівка (Бериславський район)
Трудолю́бівка — село в Україні, у Нововоронцовській селищній громаді Бериславського району Херсонської області. Населення становить 282 особи.

## Населення
Згідно з переписом УРСР 1989 року чисельність наявного населення села становила 227 осіб, з яких 107 чоловіків та 120 жінок.
За переписом населення України 2001 року в селі мешкали 274 особи.

### Мовний склад
Рідна мова населення за даними перепису 2001 року:
| Мова       | Чисельність, осіб | Доля     |
| ---------- | ----------------- | -------- |
| Українська | 267               | 97,45 %  |
| Російська  | 6                 | 2,19 %   |
| Інше       | 1                 | 0,36 %   |
| Разом      | 274               | 100,00 % |